# Metal Machine Music
Metal Machine Music es el quinto álbum de estudio de Lou Reed, lanzado en 1975 por RCA y masterizado por Bob Ludwig. Este proyecto implicó un cambio estilístico radical en la discografía de Reed, en tanto se aleja de la estructura compositiva tradicional presente en sus anteriores discos, privilegiando un carácter tímbrico experimental y ligado a la estética industrial.  

## Historia
Su compañía discográfica lo estaba aplazando porque querían otros éxitos como las canciones "Walk on the Wild Side" o "Perfect Day" y la espera desde el último disco se había hecho larga. Reed estaba cansado ya de RCA y quiso dar fin a su contrato. Así surgió otra razón para hacer este disco. 
Como el disco obviamente era bastante anormal, la compañía tuvo bastantes reparos a la hora de editarlo, pero como en los años 70 el tema de la experimentación estaba en su punto álgido, finalmente RCA decidió editarlo a través de su sello para discos experimentales, Blue Point (la intención original de Reed era publicarlo a través de la filial de música clásica de la RCA, Red Seal). Blue Point, con todos los temores del mundo decidió editar 1.500 copias, una cantidad ínfima para un artista como Lou Reed. Mucha gente que pudo conseguir en su día una copia del disco decidió devolverlo a las tiendas por considerar que o bien estaba roto o que era una estafa. El hecho de que no se sacase más copias hizo que automáticamente el disco se convirtiera en todo un objeto de culto y por el cual se pagan auténticas fortunas hoy en día. El disco contenía en su interior un manifiesto egocéntrico. Lou Reed dijo que no conocía a nadie salvo a él mismo que hubiese escuchado entero el disco. También decía cosas como que lo usaba para dormir bajando el número de revoluciones al tocadiscos. Pero incluso con esas afirmaciones, Lou Reed siguió defendiendo este disco como una de las mejores cosas que había hecho en su vida.

## Influencia
- En su tercer álbum, Sonic Youth usó samples del disco en los temas "Brave Men Run (In My Family)" y "Society Is A Hole".
- Influyó a la banda de rock industrial Die Krupps, los cuales lanzaron en 1991 la antología "Metall Maschinen Musik".
- David Bowie se refirió al álbum en un artículo de Rolling Stone. En el mismo, Bowie reconocía a Nine Inch Nails como un inmortal de la música, y describía un sueño en el que Bowie organizaba una fiesta de cumpleaños a Reed: "La música es un regalo para Lou. Trent Reznor mezcló el álbum como obsequio."
- La banda alemana Zeitkratzer tocó el disco en concierto acompañado por Lou Reed, usando instrumentos tradicionales.
- La canción Tranquilize, de The Killers, lanzada en octubre de 2007 y hecha junto a Lou Reed, comienza de una manera similar a una sección de Metal Machine Music.

## Lista de temas
Lado A
1. Metal Machine Music parte 1 – 16:10

Lado B
1. Metal Machine Music parte 2 – 15:53

Lado C
1. Metal Machine Music parte 3 – 16:13

Lado D
1. Metal Machine Music parte 4 – 15:55

En el lanzamiento en vinilo, los primeros tres lados se indicaban con una duración de "16:01", mientras que en el 4 esta era de "16:01 o ∞", dado que la púa del tocadiscos se atoraba produciendo un continuo loop. En el CD, esto fue imitado al llegar a los últimos 2:22 del track, culminando de repente.